# 緊急昏迷指數
Emergency Coma Scale（ECS），係為日本的意識障礙（或稱意識程度）分類法，是由日本神經急救學會與日本腦神經外科急救學會共組的日本ECS學會，改良自Japan Coma Scale（JCS）的分類法，由前者的提案人太田富雄等人，以 International Coma Scale (ICS) 為目標，於 2002 年公布。此方法回歸意識障礙分類法的原點，以便於醫院急診室使用為主要目的。
ECS 指數繼承了 JCS 的構成方式，也就是清醒程度分為三階段，改良的部分為將既有的次分類中，個位數和十位數調整為兩種階段，百位數調整為五種階段。寫法為三位數的整數（如寫為 300），百位數調整為五種階段時，也考慮過改為分成 100 到 500，不過基於 JCS 分類法中，腦死相關法案將腦死狀態（也就是最嚴重的程度）列為 JCS300，所以便簡單將 100 和 200 都只劃分為兩種。
現在，ISLS（意即 Immediate Stroke Life Support course，急救神經復甦研修課，簡稱為 ISLS course）中意識障礙所採用的模組正是 ECS，客觀結構化臨床考試（英語：Objective Structured Clinical Examination, 簡稱為 OSCE）亦獲採用。

## 定義

### I. 清醒程度（自發性睜開眼睛，自發性說話和隨心所欲的行動）
- 1: 有定向感
- 2: 有定向障礙，或是無法說話

### II. 有時清醒（受到刺激時會睜開眼睛或說話，能接受指令）
- 10: 能回應叫喚
- 20: 對疼痛刺激有反應

### III. 不清醒（受到疼痛刺激時也不睜開眼睛或說話，對指令無反應，但有運動反射反應）
- 100L: 對疼痛部位，會用四肢去碰觸或做出揮開的動作
- 100W: 張開的雙臂向內收，或是臉部會顯現不快表情
- 200F: 四肢彎曲
- 200E: 四肢呈伸展狀
- 300: 完全不會動

- L: Localize 局部
- W: Withdraw 收回
- F: Flexion 彎曲
- E: Extension 伸展

歐美常用的分類法稱為格拉斯哥昏迷指數 (英語：Glasgow Coma Scale，簡稱為 GCS)。

## 沿革與評價
原有的 JCS 的分類法因淺顯易懂而在日本廣為普及，但缺點在於清醒的定義不夠清楚，無法正確劃分意識障礙的程度之外，因使用者不同，分類結果可能就大不相同也是個問題。
在評鑑 JCS 意識程度時，著重於患者能否睜開眼睛，相較於 ECS 開發之始就為急診考量，著重於觀察患者是否能夠自發性睜開眼睛、說話或隨心所欲行動等，後者因而獲得好評。當上述的觀察也不足以分類的話，補充的觀察方式另有患者能否眨眼，睫毛有無反射反應等。
此外，將描述狀況嚴重程度的百位數字細分為五個階段，去大腦僵直和去皮質僵硬等有生命危險的症狀，也能精準予以評鑑。